# Вилхелм фон Харф-Алсдорф
Вилхелм фон Харф-Алсдорф (на немски: Wilhelm von Harff-Alsdorf; † сл. 1537) е благородник от род фон Харф, господар в Алсдорф в региона на Аахен, Северен Рейн-Вестфалия.
Той е син на Йохан фон Харф-Алсдорф († 1524) и втората му съпруга Маргарета Квадт фон Викрадт. По-малък полубрат е на Клайс фон Харф († ок. 1569), женен 1524 г. за Маргарета фон Мероде († 1585).

## Фамилия
Вилхелм фон Харф-Алсдорф се жени за Хеленберг фон Плетенберг, дъщеря на Работ фон Плетенберг-Кесених († 1532) и Маргарета фон Бинсфелд († сл. 1494). Те имат една дъщеря:
- Анна фон Харф-Алсдорф († 1584 в Гимборн), омъжена 1550 г. за фрайхер Вилхелм II/III фон Шварценберг († 20 август 1557/19 май 1558 в битка при Сен-Кантен), син на фрайхер Вилхелм I фон Зайнсхайм-Шварценберг (1486 – 1526) и графиня Катарина Вилхелмина фон Неселроде († 1567); родители на:[2]
  - Адолф фон Шварценберг (1551 – 1600), издигнат на имперски граф на 5 юни 1599 г.